# Mélanie Leclerc
Pour les articles homonymes, voir Leclerc.
Mélanie Leclerc est une autrice de bande dessinée canadienne née en 1977[Où ?]. Elle accède à la notoriété avec sa première bande dessinée, Contacts, publiée en 2017.

## Biographie
Mélanie Leclerc est titulaire de deux baccalauréats : en études littéraires [Où ?][Quand ?] et en cinéma l'Université du Québec à Montréal[Quand ?],. À la fin de ses études en cinéma, elle envisage un documentaire sur l'actrice québécoise Louise Vien. Installée à Saint-Lazare et mère de trois enfants, elle est employée dans une bibliothèque, et elle organise des ateliers d'arts plastiques dans les écoles de sa région. En 2004 sort son premier film, un documentaire sur Jean-Pierre Ronfard : Ronfard ou le jeu perpétuel. En matière de dessin, elle est autodidacte. Parmi ses influences, elle cite Le Journal de mon père de Jirō Taniguchi et Fun Home d'Alison Bechdel. 
Désireuse de créer une bande dessinée, elle demande conseil à Michel Rabagliati et suit des ateliers de bande dessinée donnés par Jimmy Beaulieu au collège de Rosemont. En 2017, elle publie à compte d'auteur (cent exemplaires) sa première autofiction, réalisée à l'aquarelle : Contacts,. L'ouvrage évoque sa relation avec son père — « la transmission père-fille » — le caméraman Martin Leclerc (né en 1945). Découpé en sept parties, le récit s'étend de 1982 à 2004 et inclut des photographies. En 2018, l'ouvrage obtient le prix Bédélys Indépendant. Repris par Mécanique générale en 2019, l'ouvrage remporte le Grand Prix de la Ville de Québec en 2020. Il fait aussi partie des finalistes pour le Prix des libraires du Québec, pour le prix ACBD Québec et pour le Prix littéraire du Gouverneur général, dans la catégorie « livre jeunesse illustré ».
En 2020 paraît sa deuxième autofiction, Temps libre, qui porte sur « l’importance que l’on accorde à ses rêves à travers les années » et sur un projet de « documentaire expérimental sur sa marraine Louise, atteinte de la maladie d'Alzheimer »,. La narration explore la thématique de « tous ceux qui se voient déchirés entre leurs rêves et les aléas du quotidien ».

### Vie privée et famille
Mélanie Leclerc étant la fille du caméraman et photographe Martin Leclerc (né en 1945) et de son épouse Lise, elle est la petite-fille du poète Félix Leclerc (1914 - 1988) et de la comédienne Andrée Viens (1916-2005),.

## Œuvres

### Bande dessinée
- Contacts, auto-édition, 2017  (ISBN 978-2-9816468-1-1) ; reprise et publiée par Mécanique générale en 2019[7]  (ISBN 978-2-922827-90-3)
- Temps libre, Mécanique générale, 2020  (ISBN 978-2-922827-99-6)

### Filmographie
- Ronfard ou le jeu perpétuel, 2004[6]

## Prix et distinctions
- 2018 : prix Bédélys Indépendant pour Contacts[1] ;
- 2020 : Grand Prix de la Ville de Québec pour Contacts[3].